# El día de mi suerte
El día de mi suerte es una miniserie peruana de comedia dirigida por Daniel y Diego Vega con guion de Daniel Vega y Héctor Gálvez. Es la segunda serie original de Movistar producida en América Latina y difundida por Movistar TV App.
Está protagonizada por Lucho Cáceres, Leónidas Urbina, Carlos Carlín, Pietro Sibille, Alejandra Guerra, Urpi Gibbons y Paul Vega

## Sinopsis
La serie esta ambientada en la Lima de los años 80, donde Toño es un imitador de Héctor Lavoe en el Callao que por los golpes que le ha dado la vida siempre está buscando señales que lo lleven a encontrar el día de su suerte. La última señal que ha recibido parece la definitiva: Lavoe ha llegado a Lima. Es el invierno de 1986 y el Perú se cae a pedazos. Toño está convencido de que la llegada del cantante tiene una relación con su propio destino. Lleva años imitándolo. Desde que escuchó la letra de la canción “El día de mi suerte” sintió que Lavoe se la había escrito a él. Y cuando vio su foto en un Long Play el corazón le dio un vuelco por el parecido. Todo tiene una lógica escalofriante. Está seguro que después de tantos años de mala suerte, algo bueno le tiene que pasar. Pero para comprobarlo tiene que ver a Lavoe. Toño hará lo imposible para conocerlo y encontrar con él el día de su suerte. Serán los días más delirantes de su vida: Lo recibirá el Presidente, navegará con sirenas, se encontrará con grupos armados y reos de una cárcel de máxima seguridad, pero todo habrá valido la pena, porque su vida cambiará para siempre.

## Producción
El día de mi suerte fue escrita por Diego Vega, guionista de Matar al Padre de Movistar+, El Chapo de Netflix en las temporadas 2 y 3, y de las películas Octubre y El mudo premiadas en el Festival de Cannes. Además, también cuenta con la participación del guionista Héctor Gálvez. [cita requerida]

## Reparto
Personajes principales
- Toño (Lucho Cáceres)

Es un chalaco tranquilo que por la vida dura que ha tenido y la situación crítica que vivía el país, siempre está esperando señales que le indiquen cuándo llegará el día de su suerte. Es de familia salsera, sus padres ya murieron hace años y solo quedan él y Marina, la hermana que padece esquizofrenia, una condición que fue empeorando con el tiempo.
- Héctor Lavoe Leónidas Urbina

Fue un legendario cantante puertorriqueño que se alzó como una de las voces más emblemáticas de la salsa. Su estilo único y su capacidad para conectar con el público a través de sus interpretaciones lo catapultaron a la fama internacional. Para la serie ficticia, el personaje salía de un cuadro de depresión y que busca, al igual que Toño,  una señal para encontrarle sentido a su vida. Siempre descontrolado, de juerga perpetua, pero con buen corazón, carismático, más cercano a la gente de pueblo que a los de cuello y corbata.
- Genaro (Carlos Carlín)

Empresario que ha vendido su casa para traer a Lavoe a Lima. Lo único que quiere es que el cantante cumpla con los conciertos, que por el éxito de público se han extendido a 6, y una vez terminado, regresarlo sano y salvo a Nueva York donde lo espera su mánager. Esto parece ser un poco complicado ya que las emociones que tiene con el cantante parecerá que le dará un paro cardíaco en cualquier momento.
- Yupanqui (Pietro Sibille)

Es el hombre de confianza, seguridad y asistente de Genaro. Fue un comando especial del ejército, amante de la revolución del expresidente Juan Velasco Alvarado y que habla de la guerra con Chile como si hubiese ocurrido ayer. Es de pocas palabras pero en el fondo tiene buen corazón. Se quedará con Genaro pase lo que pase.
- Marina (Alejandra Guerra)

Hermana de Toño, salsera a morir igual que sus padres y la primera que vio a Toño realizando la imitación de Lavoe. Una chica guapa, inteligente, llena de vida que por un trastorno neuronal fue entrando cada vez más a un grado de locura y agresividad, hasta un punto en que Toño tuvo que internarla a su pesar en un manicomio del Callao. Aún en este estado y antes que ingrese a su frase de crisis Marina dirá entre sus delirios las palabras más inteligentes y hasta proféticas de la serie. 
- Elvira (Urpi Gibbons)

Expareja de Toño desde la secundaria, estuvieron casados diez años y si bien se han separado en el fondo se guardan cariño. Ella trabaja como operadora logística en un almacén de una agencia de aduanas en el puerto del Callao. Es práctica y pisa tierra, todo lo contrario a Toño que es soñador y piensa en musarañas, lo cual fue una de las razones más importantes de la separación. Elvira al ver que cada día el país se está yendo más al desfiladero, ha decidido invertir sus ahorros en comprar a precio de costo en su trabajo, costales de bienes básicos para revenderlos a mayoristas y pagarle al tramitador que le conseguirá los papeles que la llevarán a España a comenzar una nueva vida. 
- El Presidente (Paul Vega)

Su ego descomunal, o sencillamente su locura, está ocasionando, que por sus decisiones políticas y económicas, que el país esté ingresando a una crisis nunca antes vista; cosa que a él no le parece importarle. Solo le importa su propio destino, robar, y en las noches salir de juerga.